# Borghetto Lodigiano
Pour les articles homonymes, voir Borghetto.
Borghetto Lodigiano est une commune italienne de la province de Lodi, dans la région Lombardie.

## Administration
| Période                                  | Période | Identité | Étiquette | Qualité |
| ---------------------------------------- | ------- | -------- | --------- | ------- |
|                                          |         |          |           |         |
| Les données manquantes sont à compléter. |         |          |           |         |

### Hameaux
Casoni, Fornaci, Panigada, Pantiara, Propio e Vigarolo

### Communes limitrophes
Ossago Lodigiano, Villanova del Sillaro, Brembio, Graffignana, Livraga, San Colombano al Lambro